# Füsilier-Regiment „von Steinmetz“ (Westpreußisches) Nr. 37

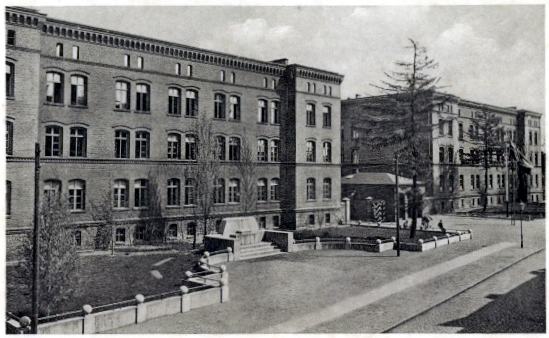
Bild der Füsilier-Kaserne in Krotoschin.

Das Füsilier-Regiment „von Steinmetz“ (Westpreußisches) Nr. 37 war ein Infanterieverband der Preußischen Armee. Er bestand von 1818 bis 1919 und war seit 1889 nach dem Generalfeldmarschall Karl Friedrich von Steinmetz benannt.

## Geschichte
Der Verband wurde am 26. Januar 1818 (Stiftungstag) als 35. Infanterie-Regiment (3. Reserve-Regiment) errichtet.

### Deutscher Krieg
Während des Krieges gegen Österreich nahm das Regiment 1866 an den Kämpfen bei Nachod, Skalitz, Schweinschädel und  Königgrätz teil.

### Deutsch-Französischer Krieg
Im Krieg gegen Frankreich kämpfte das Regiment 1870/71 bei Weißenburg, Wörth, Stonne, Sedan sowie vom 19. September 1870 bis zum 28. Januar 1871 bei der Einschließung und Belagerung von Paris.
Ab 1881 bezog das Regiment die Garnison in Krotoschin (Regierungsbezirk Posen), ab 1897 war es dort komplett in vier Kasernen untergebracht.

### Erster Weltkrieg
Im Ersten Weltkrieg kämpfte das Regiment an der Westfront, unter anderem in der Schlacht um Verdun.

### Verbleib
Nach Kriegsende wurde das Regiment vom 2. bis zum 22. Januar 1919 in Goldberg demobilisiert. Bereits Ende Dezember hatte man mit der Aufstellung einer Freiwilligen-Kompanie begonnen. Während der Demobilisierung formierte sich das Freiwilligen-Füsilier-Regiment 37 mit I. Bataillon (Freiwilligen-Bataillon „von Ravenstein“), III. Bataillon (Freiwilligen-Bataillon „Tschirnhaus“), IV. Bataillon (Freiwilligen- bzw. Grenzschutz-Bataillon Lissa) sowie einer Freiwilligen MG- und MW-Kompanie. Diese Formationen wurden unter der 10. Infanterie-Division im Grenzschutz Lissa eingesetzt. Mit der Bildung der Vorläufigen Reichswehr gingen das I. und III. Bataillon im Reichswehr-Schützen-Regiment 9 auf.
Die Tradition des Füsilier-Regiments „von Steinmetz“ (Westpreußisches) Nr. 37 übernahm in der Reichswehr durch Erlass des Chefs der Heeresleitung General der Infanterie Hans von Seeckt vom 24. August 1921 die in Lübben stationierte 14. Kompanie des 8. (Preußisches) Infanterie-Regiments.

## Regimentschef
In Würdigung seiner langjährigen Verdienste ernannte König Wilhelm I. den General der Infanterie Karl Friedrich von Steinmetz (1796–1877) zum Regimentschef. Nach dessen Tod bekleidete der General der Infanterie Viktor von Lignitz vom 20. Januar 1903 bis zum 15. Oktober 1913 diese hohe Stellung.

## Kommandeure
| Dienstgrad            | Name                         | Datum                                                           |
| --------------------- | ---------------------------- | --------------------------------------------------------------- |
| Oberstleutnant/Oberst | Otto von Diericke            | 27. August 1818 bis 29. März 1829                               |
| Oberstleutnant        | Friedrich von Tilly          | 30. März 1829 bis 2. November 1830                              |
| Oberstleutnant        | Ferdinand von Grabowski      | 08. November 1830 bis 8. Juni 1831                              |
| Oberstleutnant/Oberst | Karl von François            | 25. Juni 1831 bis 23. Oktober 1832 (mit der Führung beauftragt) |
| Oberst                | Karl von François            | 24. Oktober 1832 bis 17. August 1837                            |
| Oberstleutnant/Oberst | Ernst von Schweinitz         | 18. August 1837 bis 18. Mai 1838 (mit der Führung beauftragt)   |
| Oberst                | Ernst von Schweinitz         | 19. Mai 1838 bis 28. März 1842                                  |
|                       | Dietrich von Borries         | 07. April 1842 bis 29. März 1844                                |
| Oberst                | Wilhelm von Wentzel          | 30. März 1844 bis 24. September 1849                            |
| Oberstleutnant/Oberst | Wilhelm Lignitz              | 25. September 1849 bis 7. Juni 1854                             |
| Oberst                | Friedrich Krieß              | 13. Juli 1854 bis 28. Oktober 1857                              |
| Oberstleutnant/Oberst | Friedrich von Barby          | 29. Oktober 1857 bis 19. September 1859                         |
| Oberst                | Leopold von Stuckrad         | 03. Oktober 1859 bis 8. Januar 1864                             |
| Oberst                | Ferdinand von Kummer         | 09. Januar 1864 bis 17. April 1865                              |
| Oberstleutnant/Oberst | Ferdinand von Below          | 18. April 1865 bis 17. Juni 1869                                |
| Oberst                | Adolf von Heinemann          | 18. Juni 1869 bis 14. Juli 1871                                 |
| Oberst                | Albert Gebauer               | 15. Juli 1871 bis 12. April 1875                                |
| Oberstleutnant        | Julius von Schmidt           | 13. April bis 18. Juni 1875 (mit der Führung beauftragt)        |
| Oberstleutnant/Oberst | Julius von Schmidt           | 19. Juni 1875 bis 17. Oktober 1881                              |
|                       | Ernst Masuch                 | 18. Oktober 1881 bis 6. April 1882                              |
|                       | Otto von Franke              | 15. April 1882 bis 12. Mai 1886                                 |
| Oberstleutnant        | Ernst von Redern             | 13. Mai 1886 bis 14. Mai 1886 (mit der Führung beauftragt)      |
| Oberst                | Ernst von Redern             | 15. Mai 1886 bis 21. Mai 1889                                   |
| Oberstleutnant/Oberst | Emil von Freyhold            | 22. Mai 1889 bis 21. August 1891                                |
| Oberst                | Waldemar von Hirschfeld      | 22. August 1891 bis 21. März 1895                               |
| Oberst                | Wilhelm Quade                | 22. März 1895 bis 16. April 1896                                |
| Oberst                | Karl Crudup                  | 17. April 1896 bis 21. Mai 1899                                 |
| Oberst                | Karl von Gynz-Rekowski       | 22. Mai 1899 bis 21. Mai 1900                                   |
| Oberst                | Karl Strübing                | 22. Mai 1900 bis 17. Juni 1903                                  |
| Oberst                | Otto Deininger               | 18. Juni 1903 bis 2. Oktober 1906                               |
| Oberst                | Hans Herwarth von Bittenfeld | 03. Oktober 1906 bis 17. Februar 1908                           |
| Oberst                | Adolph Breithaupt            | 18. Februar 1908 bis 20. April 1911                             |
| Oberst                | Hermann von Engelmann        | 21. April 1911 bis 29. Juni 1912                                |
| Oberst                | Oskar Haevernick             | 30. Juni 1912 bis 9. September 1914                             |
|                       | Georg Großmann               | 10. September 1914 bis 25. März 1916                            |
|                       | Hofrichter                   | 29. März 1916 bis 11. Juli 1917                                 |
| Major                 | Anton von Münchhausen        | 12. Juli bis 21. September 1917                                 |
|                       | Walther Zechlin              | 22. September 1917 bis 30. März 1918                            |
|                       | Oscar Köhler                 | 19. April 1918                                                  |
|                       | Georg Staroste               | 1918 bis Auflösung                                              |